# Krościenko (powiat Bieszczadzki)
Krościenko is een dorp in de Poolse woiwodschap Subkarpaten. De plaats maakt deel uit van de gemeente Ustrzyki Dolne en telt 590 inwoners.